# Drusus fuesunae
Drusus fuesunae är en nattsländeart som beskrevs av Malicky 1986. Drusus fuesunae ingår i släktet Drusus och familjen husmasknattsländor. Inga underarter finns listade i Catalogue of Life.